# Éric Pucheu
Éric Pucheu est un acteur français.   

## Biographie
Il intègre en 2013 le CFA du Studio-théâtre d'Asnières et y réalise en alternance des études supérieures d'art dramatique.  

## Carrière
Il débute en 2014 dans le téléfilm Richelieu, la Pourpre et le Sang d'Henri Helman. L'année suivante, il est présent dans les téléfilms Meurtres à Etretat réalisé par Laurence Katria et Tuer un homme réalisé par Isabelle Czajka.   
De 2017 à 2021, il interprète Thibaut, personnage phare de la première web-série LGBT française Les Engagés, aux côtés de Mehdi Meskar,,.     
En 2018, il fait ses débuts au cinéma dans J'irai où tu iras de Géraldine Nakache. L'année suivante, il reprend un des deux rôles dans La machine de Turing, écrite par Benoit Solès, pièce quatre fois récompensée aux Molières,.     
En 2021, il joue dans le téléfilm À tes côtés réalisé par Gilles Paquet-Brenner.     
En 2023, il est à l'affiche de la mini-série Vortex aux côtés de Tomer Sisley et réalisée par Slimane-Baptiste Berhoun (qui l'avait fait tourner dans Les Engagés), diffusée sur France 2,,.

## Filmographie

### Cinéma

#### Long métrage
- 2018 : J'irai où tu iras de Géraldine Nakache : Cédric
- 2024 : Niki de Céline Sallette : François Dufrêne

#### Courts métrages
- 2016 : Le chant des sirènes de Lucie Coeuru : Warren Reagan
- 2017 : Nuit froide de Pierre Boulanger et Pénélope Lévêque
- 2019 : À nous de jouer de Shaan Couture

### Télévision

#### Séries télévisées
- 2006 : Famille d'accueil : Un adolescent du foyer
- 2017 - 2021 : Les Engagés : Thibaut Giaccherini
- 2019 : Le Bazar de la Charité : Adjoint Hennion
- 2023 : Vortex : Nathan Leroy
- 2023 : 66-5 : Samuel Bauer
- 2023 : Meurtres aux Îles de Lerins : Mathias
- 2025 : 37 Secondes : Pierre Lemoine
- 2026 : Ceylan de Cathy Verney et Édouard Deluc : Nathan

#### Téléfilms
- 2014 : Richelieu, la Pourpre et le Sang d'Henri Helman : D'Artagnan
- 2015 : Meurtres à Étretat de Laurence Katrian : Jérémie
- 2016 : Tuer un homme d'Isabelle Czajka : Paul
- 2021 : À tes côtés Gilles Paquet-Brenner : Simon

### Théâtre
- 2014 : Mensonges d'État de Nicolas Briançon, en tournée
- 2014 : Roméo et Juliette de Nicolas Briançon, Théâtre de la Porte Saint Martin
- 2016 : Le Jeu de l'amour et du hasard d'Adrien Popineau, Théâtre de Belleville
- 2017 : Edmond d'Alexis Michalik, Théâtre du Rond-Point : Léonidas Volny
- 2019 : La Machine de Turing de Benoit Solès, mise en scène de Tristan Petitgirard, Théâtre Michel
- 2021 : Le petit coiffeur de Philippe Daguerre, Théâtre Rive Gauche : Pierre[10]